# .gq
.gq és l'actual domini de primer nivell territorial (ccTLD) de Guinea Equatorial.